# Liga de la Lezha
Liga de la Lezha a fost o alianță militară a marilor stăpâni feudali din Albania încheiată la Lezha la 2 martie 1444 sub patronaj venețian. Scopul principal al acesteia a fost lupta împotriva Imperiului Otoman. În aceeași zi Skanderbeg a fost ales lider al alianței. Principalii membri ai ligii erau Arianiti, Balšić, Zaharia, Muzaka, Spani, Thopia și Crnojevići. Relatarea lui Marin Barleti a întâlnirii de la Lezha a fost acceptată fără dubii de toți istoricii timpurii, dar și de mulți istoriografi contemporani, chiar dacă nu există documente venețiene din acea perioadă care să o menționeze. Barleti s-a referit la întâlnire cu termenul de generalis concilium sau universum concilium (consiliu general); termenul de ”Liga de la Lezha” a fost inventat ulterior de către istorici.

## Premise
După moartea țarului sârb Stefan Dušan în 1355, seniorii feudali din Albania și-au creat propriile lor formațiuni statale. Când forțele otomane au pătruns în Albania acestea au descoperit o serie de mici principate care se luptau mereu între ele. Prima confruntare militară în Albania împotriva otomanilor a fost cea a lui Balša al II-lea, domnitor în Zeta, care a fost învins și ucis în bătălia de la Savra (18 septembrie 1385).
În sec. XV, Imperiul Otoman s-a stabilit în Balcani fără a întâmpina o mare rezistență din partea nobililor creștini locali. Mulți luptau în continuare între ei și nu vedeau avansul otoman drept un pericol la adresa puterii lor. Chiar dacă un război civil a izbucnit între fiii lui Baiazid I în 1402-1413, nobilimea creștină nu a profitat de ocazie pentru a-i alunga pe turci, dimpotrivă bulgarii, sârbii și ungurii l-au ajutat pe viitorul sultan Mehmet I să preia puterea, participând ca aliați ai acestuia în bătălia finală împotriva fratelui său. După încheierea războiului civil în favoarea lui Mehmed I, forțele lui au cucerit Kruja de la familia Thopia în 1415, Berat de la familia Muzaka în 1417, Vlora și Kanina de la văduva lui Balša al III-lea în 1417, și Gjirokastra în 1418 de la familia Zenevisi. Sub presiunea Imperiului Otoman și Republicii Veneția principatele albaneze au început să se clatine. O parte din nobilimea albaneză s-a revoltat în 1432-1436.
În noiembrie 1443 Skanderbeg împreună cu trupele sale a capturat Kruja și a declarat independența acestuia față de sultan.

## Constituirea alianței
Liga de la Lezha a fost fondată la 2 martie 1444 de către:
- Lekë Zaharia (domn în Sadi și Dagnum), și vasalii săi Pal și Nikollë Dukagjini
- Pjetër Spani (domn al munților din spatele orașului Drivasto)[9]
- Lekë Dushmani (domn în Pult)[9]
- Gjergj Balša și frații lui, Ivan și Gojko (domni ai Misiei, între Kruja și Alessio)[9]
- Andrea Thopia (domn al Scuriei, între Tirana și Durazzo) împreună cu nepotul său Tanush[10]
- Gjergj Arianiti
- Theodor Corona Musachi
- Stefan Crnojević (domn în Zeta de Sus)[9]

Alianța militară era compusă din stăpânii feudali ai Albaniei și potrivit lui Georges Castellan era o ”alianță precară”. Skanderbeg a fost ales în postura de lider și comandant suprem al unei forțe armate combinate de 8.000 de ostași. Toți seniorii feudali aveau propriile lor pământuri și treburi; ”Skanderbeg nu avea niciun drept să se amestece în treburile de pe domeniile altor nobili”, fiind doar conducătorul militar suprem, ”primus inter pares”.
În urma tratatelor liga a fost pusă sub regele Alfonso al V-lea al Aragonului, cu Skanderbeg în postura de general căpitan.

## Istorie
Forțele lui Skanderbeg au obținut victorii împotriva otomanilor în bătăliile de la Torvioll (1444), Mokra (1445), Otonetë (1446), Oranik (1448) și Kruja (1450), cu o singură înfrângere la Svetigrad (1448).
La 4 octombrie 1448 războiul dintre Albania și Veneția s-a încheiat atunci când Skanderbeg și Nikollë Dukagjini au semnat tratatul de pace cu Veneția, prin care ultima urma să-și păstreze posesiunile din Albania, inclusiv Dagnum, cu condiția ca aceasta să plătească ligii o sumă anuală de 1.400 ducați, iar unii membri ai ligii să primească anumite privilegii comerciale.

## Dizolvare și consecințe
Chiar dacă data oficială a dizolvării nu este cunoscută, Liga de la Lezha s-a fragmentat la puțin timp după întemeiere, mulți dintre membri părăsind-o treptat. Până în 1450 cu siguranță nu mai funcționa așa cum a fost preconizată inițial, doar nucleul alianței din jurul lui Skanderbeg și Arianiti continuând lupta împotriva Imperiului Otoman. După ce Pjetër Spani și Gjergj Dushmani au plecat din alianță, familiile Arianiti și Dukagjini au abandonat-o în 1450. Membrii clanului Dukagjini au încheiat pace cu otomanii și au început chiar să conspire împotriva lui Skanderbeg.
Armata de 10.000 de oameni a lui Skanderbeg a câștigat timp de 25 de ani (1443-1468) împotriva unor forțe otomane care erau constant mai numeroase și mai bine echipate. Amenințate de înaintarea turcilor pe teritoriul lor, Ungaria, iar mai apoi Napoli și Veneția (dușmanii de odinioară) au asigurat baza financiară a armatei albaneze. După moartea lui Skanderbeg în 1468 sultanul ”a supus cu ușurință Albania”, dar aceasta nu a marcat sfârșitul luptei pentru independență, ea continuând până la asediul Shkodrei din 1478-1479, încheiat odată cu cedarea orașului de către venețieni în favoarea otomanilor prin Tratatul de la Constantinopol (1479).

## Lista bătăliilor

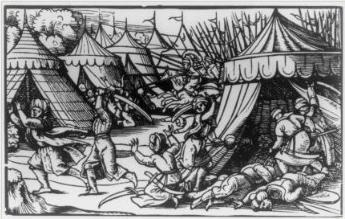
Asaltul albanezilor asupra unei tabere otomane

Liga de la Lezha a luptat următoarele bătălii împotriva Imperiului Otoman și Veneției:
1. Bătălia de la Torvioll (1444)
2. Bătălia de la Mokra (1445)
3. Bătălia de la Otonetë (1446)
4. Războiul albano-venețian (1447-1448)
5. Bătălia de pe Drin (1448)
6. Bătălia de la Oranik (1448)
7. Al Doilea Asediu al Svetigradului (1448)
8. Primul Asediu al Krujei (1450)

## Moștenire
De-a lungul timpului Liga a fost considerată drept primul stat unificat albanez.